# Thế giới khủng long
Thế giới khủng long (tựa gốc tiếng Anh: Jurassic World) là một bộ phim phiêu lưu khoa học viễn tưởng của Hoa Kỳ. Đây là phần thứ tư của dòng phim Công viên kỷ Jura. Bộ phim ở trong giai đoạn "bế tắc phát triển" trong hơn một thập kỷ kể từ khi Công viên kỷ Jura III công chiếu năm 2002. Bộ phim ban đầu được lên kế hoạch ra mắt ngày 13 tháng 6 năm 2014, nhưng quá trình sản xuất phải tạm thời dừng lại do sự bất đồng giữa người viết kịch bản và Universal Studios về kịch bản và đạo diễn phim. Ngày công chiếu lùi lại vào ngày 12 tháng 6 năm 2015. Colin Trevorrow là đạo diễn của phim, Patrick Crowley với Frank Marshall đóng vai trò sản xuất. Derek Connolly và Trevorrow đồng viết kịch bản.
Tại Việt Nam, phim được Công ty Trách Nhiệm Hữu Hạn Truyền thông Purpose mua bản quyền, lồng tiếng và phát sóng trên kênh HTV3 - DreamsTV vào ngày 3/11/2018.
Hai phần tiếp nối đó chính là Thế giới khủng long: Vương quốc sụp đổ và Thế giới khủng long: Lãnh địa công chiếu lần lượt vào 22 tháng 6, 2018 và 10 tháng 6, 2022.

## Cốt truyện
Hai mươi hai năm sau sự cố tại Công viên kỷ Jura, công viên trưng bày khủng long được nhân bản, một công viên mới gọi là Thế giới khủng long bây giờ đã đưa vào hoạt động trên cùng hòn đảo đó. Hai anh em Zach (Nick Robinson) và Gray (Ty Simpkins) được gửi đến hòn đảo để thăm dì của mình. Claire Dearing (Bryce Dallas Howard), quản lý điều hành công viên. Trợ lý của Claire là người giám sát chúng, vì Claire quá bận để thuyết phục tập đoàn tài trợ cho một điểm thu hút mới, một loài khủng long lai điều chỉnh gen gọi là Indominus rex. Loài khủng long này có DNA của vài loài khủng long săn mồi khác cùng với những loài động vật ngày nay; nhà khoa học Henry Wu (B. D. Wong) giữ kín về thành phần của loài này.
Owen Grady (Chris Pratt) huấn luyện bốn con Velociraptor của công viên: Blue, Charlie, Delta và Echo, chúng coi anh là thủ lĩnh của chúng. Vic Hoskins (Vincent D'Onofrio), đứng đầu đơn vị an ninh của InGen, tin rằng bọn raptor có thể được huấn luyện để chiến đấu trên chiến trường, nhưng Owen không đồng ý với điều này. Chủ sở hữu của công viên Simon Masrani (Irrfan Khan) yêu cầu Owen đánh giá khu nuôi nhốt của Indominus trước khi mở cửa. Owen cảnh báo Claire rằng Indominus cực kỳ nguy hiểm vì nó không được tiếp xúc với các loài khác.
Owen và Claire phát hiện ra con Indominus đã trốn thoát khi thấy các vết xước trên tường. Owen và hai nhân viên khác đã đi vào khu nuôi nhốt để xem xét các vết xước, nhưng con Indominus đã phục kích họ bằng cách đánh lừa con người rằng nó đã trốn thoát. Chỉ có Owen sống sót khi con Indominus bỏ đi vào sâu trong hòn đảo. Masrani gửi Đơn vị Kiểm soát Tài sản để bắt sống con khủng long, nhưng khi nó giết gần hết đội này, Claire phát lệnh sơ tán hòn đảo.
Zach và Gray, đã lén đi khám phá công viên, bỏ qua lệnh sơ tán và đi vào khu vực cấm bằng chiếc gyrosphere. Con Indominus tấn công chiếc gyrosphere nhưng chúng đã thoát ra được. Chúng tìm thấy trung tâm du khách ban đầu của Công viên kỷ Jura cũ, và sau khi sửa được chiếc xe jeep cũ, Zach và Gray lái nó về công viên. Owen và Claire lần theo dấu vết của chúng sau khi trốn thoát con Indominus. Indominus vẫn tiếp tục tàn phá, giết vài con Apatosaurus và đi vào trong khu chuồng thằn lằn bay. Masrani và hai người lính đuổi theo Indominus bằng trực thăng, nhưng cuộc chạm trán với thằn lằn bay đã khiến cho chiếc trực thăng rơi xuống và giết tất cả mọi người trên trực thăng. Zach và Gray trở lại công viên khi đám thằn lằn bay bắt đầu tấn công. Chúng tìm thấy Owen và Claire khi nhóm lính đang bắn hạ thằn lằn bay.
Hoskins lên nắm quyền và quyết định sử dụng Velociraptor để đuổi theo con Indominus; Owen miễn cưỡng đồng ý. Bọn raptor lần theo mùi của con Indominus trong rừng. Tuy nhiên, con Indominus, có được cả DNA của raptor, giao tiếp với bọn raptor và khiến chúng chống lại con người. Trong khi đó Hoskins đã đưa tiến sĩ Wu rời khỏi hòn đảo với phôi của khủng long. Owen, Claire và bọn trẻ tìm thấy Hoskins trong phòng thí nghiệm đang đóng gói đống phôi còn lại. Khi Hoskins tiết lộ âm mưu rằng hắn sẽ tạo ra nhiều loài khủng long đột biến hơn và sử dụng chúng làm vũ khí, Delta xông vào và giết hắn.
Bên ngoài, bọn raptor dồn Owen, Claire và bọn trẻ vào góc. Owen đã hàn gắn lại mối quan hệ với chúng trước khi con Indominus xuất hiện. Bọn raptor tấn công Indominus nhưng nó đã giết được hai con raptor. Nhận ra rằng raptor không phải đối thủ của nó, Claire đã dụ con Tyrannosaurus rex của công viên ra để chiến đấu với Indominus. Con T.rex bị áp đảo bởi Indominus cho đến khi Blue, con raptor cuối cùng còn sống sót tấn công. Con raptor và T.rex đẩy Indominus đến gần hồ và nó bị con Mosasaurus kéo xuống hồ nước công viên.
Những người sống sót được đưa về đất liền và hòn đảo một lần nữa bị bỏ hoang cho khủng long. Zach và Gray đoàn tụ với gia đình, trong khi Owen và Claire quyết định ở cùng với nhau để "sinh tồn". Cảnh cuối cùng cho thấy con T.rex đứng trên bãi đáp trực thăng và gầm về phía công viên.

## Diễn viên
- Chris Pratt vai Owen Grady, người huấn luyện Velociraptor.
- Bryce Dallas Howard vai Claire Dearing, quản lý điều hành công viên. Dì của Zach và Gray.[2]
- Vincent D'Onofrio vai Vic Hoskins, đứng đầu đơn vị an ninh của công viên. Người muốn quân sự hóa Velociraptor và Indominus rex.
- Nick Robinson vai Zach Mitchell, cháu lớn của Claire.[2]
- Ty Simpkins vai Gray Mitchell, cháu nhỏ của Claire.[2]
- Omar Sy vai Barry bạn thân của Owen, một trong những người huấn luyện chăm sóc cho Velociraptor.
- B. D. Wong vai Tiến sĩ Henry Wu, nhà di truyền học tạo ra khủng long cho công viên.
- Irrfan Khan vai Simon Masrani, chủ sở hữu Jurassic World.
- Jake Johnson vai Lowery Cruthers, nhân viên trong phòng điều khiển của công viên.[3]
- Lauren Lapkus vai Vivian, nhân viên trong phòng điều khiển của công viên.
- Brian Tee vai Katashi Hamada, đứng đầu ACU, đơn vị an ninh ở trên đảo Nublar.
- Katie McGrath vai Zara Young, trợ lý riêng của Claire.
- Judy Greer vai Karen Mitchell, chị của Claire và mẹ của Zach và Gray.
- Andy Buckley vai Scott Mitchell, chồng của Karen và bố của Zach và Gray.
- Eric Edelstein vai Nick, người giám sát con Indominus rex trong phòng điều khiển.
- Colby Boothman vai người mới làm ở khu nghiên cứu raptor.
- James DuMont vai Hal Osterly, một doanh nhân.
- Jimmy Fallon vai chính mình, người hướng dẫn an toàn của gyrosphere.
- Jimmy Buffett vai chính mình, xuất hiện trong cảnh thằn lằn bay tấn công.
- Colin Trevorrow lồng tiếng cho Ngài DNA, một chuỗi DNA được nhân hóa để giải thích công nghệ của công viên cho du khách.
- Brad Bird vai người thông báo của monorail.

## Các phim tiếp nối
Hai phần tiếp nối đó chính là Thế giới khủng long: Vương quốc sụp đổ và Thế giới khủng long: Lãnh địa công chiếu lần lượt vào 22 tháng 6, 2018 và 10 tháng 6, 2022.